# グレイテスト・ヒッツ (ジェームス・テイラーのアルバム)
『グレイテスト・ヒッツ』（Greatest Hits）は、1976年11月に発売されたアメリカのシンガーソングライター、ジェームス・テイラーによるはじめてのコンピレーション・アルバム。今日に至るまで、テイラーのキャリアの中で最も売れたアルバムである。
このアルバムはテイラーとワーナー・ブラザース・レコードとの契約が終了したことを背景に作られた。このアルバムには1968年のセルフタイトルのデビュー・アルバムに収録されていた「思い出のキャロライナ」と「彼女の言葉のやさしい響き」の再録音が収録されており、さらにこれまでのレコードには収録されていなかった「スティームローラー」のライブバージョンが収録されている。
このアルバムの最初のリリースはビルボード・アルバム・チャートで23位以上には上がらなかったが、安定して売れ続け、1100万枚以上を売り上げてプラチナ・ディスク認定の11倍に達し、ダイアモンド・アルバム（売り上げ1000万枚）に認定された。
2012年8月、このアルバムはビルボード・アルバム・チャートに15位で再度チャートインし、これはアルバムの新しい頂点となった。

## 反応
| 専門評論家によるレビュー      | 専門評論家によるレビュー |
| レビュー・スコア              | レビュー・スコア         |
| 出典                          | 評価                     |
| ----------------------------- | ------------------------ |
| オールミュージック            | [ 1 ]                    |
| Christgau's Record Guide      | C                        |
| MusicHound Rock               | 3.5/5                    |
| The Rolling Stone Album Guide | [ 4 ]                    |

音楽評論家のウィリアム・ルールマンはこのアルバムに肯定的なレビューを与え、オールミュージックにこのアルバムが「シングルによって特に明確に定義されていないアーティストにとって妥当なコレクション」を構成していると書いている。このリリースがテイラーの作詞作曲の「進化」を完全には示していないことを警告しているが、ルールマンはこのアルバムがテイラーの初期の作品の「よいサンプル」であると述べている。

## 収録曲
特記あるものを除き、全曲ジェームス・テイラーによる作詞作曲。
サイド 1:
1. 「彼女の言葉のやさしい響き」"Something in the Way She Moves" (1976年バージョン) – 3:14
2. 「思い出のキャロライナ」"Carolina in My Mind" (1976年バージョン) – 4:00
3. 「ファイアー・アンド・レイン」"Fire and Rain" – 3:26
4. 「スウィート・ベイビー・ジェイムズ（英語版）」"Sweet Baby James" – 2:55
5. 「カントリー・ロード」"Country Road" – 3:26
6. 「君の友だち」"You've Got a Friend" (キャロル・キング) – 4:33

サイド2:
1. 「寂しい夜（英語版）」"Don't Let Me Be Lonely Tonight" – 2:39
2. 「ウォーキング（英語版）」"Walking Man" – 3:36
3. 「君の愛に包まれて（英語版）」 - "How Sweet It Is (To Be Loved by You)" (ホーランド＝ドジャー＝ホーランド) – 3:39
4. 「メキシコ（英語版）」-- "Mexico" – 3:01
5. 「愛の恵みを（英語版）」 - "Shower the People" – 4:01
6. 「スティームローラー（英語版）」"Steamroller" (ライブ) – 5:19

## パーソネル
- ジェームス・テイラー - アコースティックギター、ボーカル
- ケニー・アッシャー（英語版） - エレクトリックピアノ (8)
- バイロン・ベルリン（英語版） - フィドル (2)
- マイケル・ブレッカー - テナー・サクソフォーン (7)
- デヴィッド・クロスビー - ハーモニー・ボーカル (10)
- ニック・デカロ - ホーンオルガン、ボイスオルガン (11)
- クレイグ・ドージ（英語版） - ピアノ (7)
- ダン・ダグモア - ペダル・スティール・ギター (1, 2)
- ヴィクター・フェルドマン - オーケストラ・ベルズ、ヴァイブス (11)
- アンドリュー・ゴールド - ハーモニウム、バッキング・ボーカル (2)
- ミルト・ホランド（英語版） - パーカッション (10)
- ジム・ケルトナー - ドラムス (9)
- キャロル・キング - ピアオ・バッキング・ボーカル (3–5)
- ダニー・コーチマー - エレクトリックギター (7, 9–10, 12)；ダニー・クーチ名義 - アコースティックギター、コンガ (6)
- ラス・カンケル - ドラムス (2–7, 10–12)、コンガ (6–7)、カバサ (6)、タンバリン (9)、シェイカー (10)
- ゲイル・レヴァント - ハープ (10)
- ジョン・ロンドン（英語版） - ベース (4)
- リック・マロッタ - ドラムス (8)
- ラルフ・マクドナルド - パーカッション (8)
- クラレンス・マクドナルド（英語版） - ピアノ (2, 9, 12)、フェンダー・ローズ・ピアノ (9, 11)、ボイスオルガン (11)
- ランディ・マイズナー - ベース (5)
- ジョニ・ミッチェル - バッキング・ボーカル (6)
- アンディ・ミューソン - ベース (8)
- グレアム・ナッシュ - ハーモニー・ボーカル (10)
- ジーン・オーロフ（英語版）- ストリングス・コンサートマスター (8)
- ハーブ・ペダーセン - バッキング・ボーカル (1)
- レッド・ローズ（英語版） - ペダル・スティール・ギター (4)
- デイヴィッド・サンボーン - サクソフォーン (9)
- カーリー・サイモン - ハーモニー・ボーカル (9, 11)
- リーランド・スカラー("リー"・スカラー名義) - ベース (1–2, 6–7, 9–12)
- デヴィッド・スピノザ - エレクトリックギター、アコースティックギター (8)
- ボビー・ウェスト(ボビー・"ワイルド・ワイルド"・ウェスト名義) - ダブルベース (3)

## 売り上げと認定
| 国/地域                                             | 認定         | 認定/売上数 |
| --------------------------------------------------- | ------------ | ----------- |
| スペイン (PROMUSICAE)                               | Gold         | 50,000^     |
| イギリス (BPI)                                      | Platinum     | 300,000*    |
| アメリカ合衆国 (RIAA)                               | 11× Platinum | 11,000,000^ |
| * 認定のみに基づく売上数 ^ 認定のみに基づく出荷枚数 |              |             |

## 参考資料
- List of best-selling albums in the United States